# Ohnice
Ohnice byla literární skupina mladých básníků, ve které se sdružovali autoři píšící meditativní poezii navazující na Jiřího Ortena. Název pochází původně z jeho sbírky (a podle ní nazvaného sborníku). 
Problematiku a hlavní myšlenku Ohnic formuloval Kamil Bednář na konci první poloviny 50. let 20. století ve zmiňovaném Slově k mladým. Ona problematika spočívá v pojetí jednotlivce jako „nahého člověka“, v níž je podstatou odproštění se od odlidštěného materiálního světa, hledání podstaty a existence, jedinečnost a hloubka individualit. Velice úzce tak tíhne k existencialismu, s nímž sdílí myšlenková východiska. V textech zveřejněných v manifestu skupiny je podtržena tragičnost života a smrti. Skupina Ohnice tak navazuje na Jiřího Ortena nejen myšlenkovými pochody, ale i samotným na oči bijícím názvem, jež se shoduje s titulem Ortenovy sbírky. Mezi další členy se řadí např. Josef Hiršal, Bohumila Grögerová, Václav Černý a Ivan Diviš.

## Významní představitelé

### Kamil Bednář
Kamil Bednář (4. července 1912 Praha – 23. května 1972 Mělník), známý také pod pseudonymem Prokop Kouba, se věnoval psaní poezie, knížek pro děti a překladu.

#### Život
Kamil Bednář se narodil v Praze. Navštěvoval studia práv a filozofie na Karlově univerzitě, studium však nedokončil. Působil také jako redaktor v nakladatelství Melantrich. Po ukončení činnosti nakladatele se věnoval pouze psaní. Překládal z mnoha evropských jazyků, mezi jeho nejvýznamnější práce patři překlady Robinsona Jefferse, Sándora Petöfiho nebo Luise de Camõese. Kamil Bednář publikuje teoretickou studii Slovo k mladým, která se stává programovým manifestem skupiny Ohnice. Snaží se charakterizovat nelehkou situaci mladých lidí a nabízí řešení tzv. „koncepce nahého člověka“. Nadšení z hlavních myšlenek vede k formování skupiny, kterou označujeme jako „skupinu kolem Kamila Bednáře“. Po únoru 1948 Bednář nedokáže vzdorovat politickým tlakům a okruh kolem něj se rozpadá.

### Ivan Diviš
Ivan Diviš (18. září 1924 Praha – 7. dubna 1999 Praha) byl český básník, esejista a editor. 

#### Život
Ivan Diviš se narodil v Praze v rodině úředníka Zemské banky. Navštěvoval státní reálné gymnázium na Vinohradech. V roce 1941 byl jako student zatčen gestapem za svou opoziční činnost a krátkodobě uvězněn v Pečkárně a na Pankráci. V letech 1942 – 1949 byl zaměstnán nejprve jako knihkupecký učeň, poté jako účetní a redaktor nakladatelství Václava Petra v Praze. Při zaměstnání v roce 1945 maturoval a studoval filosofii a estetiku na FF UK, kterou absolvoval v roce 1949. V roce 1949 byl vedoucím knihkupectví v Liberci, v letech 1949–1953 zaměstnán v nakladatelství Svoboda v Praze. V období 1953–1960 pracoval jako soustružník. V roce 1957 byl krátkodobě poddůstojníkem z povolání v Benešově. V 60. letech se stal redaktorem poesie v nakladatelství Mladé fronta. Poté se stal redaktorem časopisu Sešity pro literaturu a diskusi. V roce 1969 odešel do exilu (západní Německo). Stal se spolupracovníkem Rádia Svobodná Evropa v Mnichově. V roce 1997 se přestěhoval zpět do Prahy. Zemřel v roce 1999 na následky pádu ze schodů.

### Josef Hiršal
Josef Hiršal (24. července 1920 Chomutičky – 15. září 2003 Praha) byl český básník a překladatel.

#### Život
Žil s Bohumilou Grögerovou, se kterou přeložil více než sto osmdesát děl ze světové literatury a vytvořili spoustu experimentální literatury. Mezi jejich nejvýznačnější díla patří JOB – BOJ a Let let. Josef Hiršal maturoval na učitelském ústavu v Jičíně. Po studiích byl učitelem, poté lesním manipulantem. Dále rozšířil svou profesní kariéru a stal se redaktorem. Byl členem literární skupiny Ohnice a zveřejňoval ve sborníku své básně.